# Канада на зимових Олімпійських іграх 2014
Канада на зимових Олімпійських іграх 2014 року у Сочі була представлена 221 спортсменом у 14 видах спорту. Країна здобула 10 золотих, 10 срібних і 5 бронзових медалей, що дозволило їй посісти 3 місце.

## Біатлон
Спринт
| Змагання | Спортсмени          | Час     | Промахи | Місце |
| -------- | ------------------- | ------- | ------- | ----- |
| Чоловіки | Жан-Філіпп Леґеллек | 24:43.2 | 0+0     | 5     |
| Чоловіки | Натан Сміт          | 25:09.7 | 0+0     | 13    |
| Чоловіки | Брендан Грін        | 25:31.7 | 1+0     | 23    |
| Чоловіки | Скотт Перрас        | 27:32.1 | 2+1     | 74    |
| Жінки    | Росанна Кроуфорд    | 22:10.8 | 0+1     | 25    |
| Жінки    | Меґан Імре          | 22:19.5 | 0+1     | 31    |
| Жінки    | Зіна Кочер          | 22:25.5 | 1+1     | 32    |
| Жінки    | Меґан Гайніке       | 23:34.5 | 1+2     | 59    |

Переслідування
| Змагання | Спортсмени          | Час     | Промахи | Місце |
| -------- | ------------------- | ------- | ------- | ----- |
| Чоловіки | Натан Сміт          | 34:37.7 | 0+0+1+0 | 11    |
| Чоловіки | Жан-Філіпп Леґеллек | 35:45.3 | 0+0+2+1 | 26    |
| Чоловіки | Брендан Грін        | 36:21.2 | 2+1+1+0 | 35    |
| Жінки    | Зіна Кочер          | 32:15.1 | 0+2+0+2 | 25    |
| Жінки    | Меґан Імре          | 32:22.7 | 0+1+0+1 | 28    |
| Жінки    | Росанна Кроуфорд    | 34:15.6 | 2+3+2+0 | 45    |
| Жінки    | Меґан Гайніке       | DNF     | DNF     | DNF   |

## Ковзанярський спорт
Чоловіки
| Дистанція | Спортсмен      | Заїзд 1 | Заїзд 1 | Заїзд 2 | Заїзд 2 | Фінал    | Фінал |
| Дистанція | Спортсмен      | Час     | Місце   | Час     | Місце   | Час      | Місце |
| --------- | -------------- | ------- | ------- | ------- | ------- | -------- | ----- |
| 500 м     | Джилмор Джуніо | 35.15   | 11      | 35.09   | 7       | 70.25    | 10    |
| 500 м     | Джеймі Грегг   | 35.17   | 13      | 35.10   | 8       | 70.27    | 11    |
| 500 м     | Вільям Даттон  | 35.278  | 18      | 35.17   | 11      | 70.448   | 14    |
| 500 м     | Мунсеф Варді   | 35.395  | 23      | 35.60   | 29      | 70.997   | 38    |
| 1000 м    | Денні Моррісон | —       | —       | —       | —       | 1:08.43  | 2     |
| 1000 м    | Вінсент де Етр | —       | —       | —       | —       | 1:10.040 | 20    |
| 1000 м    | Вільям Даттон  | —       | —       | —       | —       | 1:10.61  | 26    |
| 1000 м    | Мунсеф Варді   | —       | —       | —       | —       | 1:11.07  | 32    |
| 5000 м    | Матьє Жіру     | —       | —       | —       | —       | 6:35.77  | 22    |

Жінки
| Дистанція | Спортсмен        | Заїзд 1 | Заїзд 1 | Заїзд 2 | Заїзд 2 | Фінал   | Фінал |
| Дистанція | Спортсмен        | Час     | Місце   | Час     | Місце   | Час     | Місце |
| --------- | ---------------- | ------- | ------- | ------- | ------- | ------- | ----- |
| 500 м     | Крістін Несбітт  | 38.53   | 11      | 38.61   | 12      | 77.15   | 12    |
| 500 м     | Анастас Баксіс   | 39.272  | 27      | 39.25   | 28      | 78.52   | 28    |
| 500 м     | Марша Г'юді      | 39.59   | 32      | 39.63   | 33      | 79.22   | 32    |
| 500 м     | Марріт Ленстра   | 39.76   | 33      | 39.56   | 32      | 79.32   | 33    |
| 1000 м    | Крістін Несбітт  | —       | —       | —       | —       | 1:15.62 | 9     |
| 1000 м    | Кейлін Ірвайн    | —       | —       | —       | —       | 1:17.24 | 18    |
| 1000 м    | Калі Кріст       | —       | —       | —       | —       | 1:17.41 | 21    |
| 1000 м    | Бріттані Шусслер | —       | —       | —       | —       | 1:18.53 | 30    |
| 3000 м    | Бріттані Шусслер | —       | —       | —       | —       | 4:14.65 | 19    |
| 3000 м    | Івані Блондин    | —       | —       | —       | —       | 4:18.70 | 24    |

## Сноубординг
Слоуп-стайл
| Змагання | Спортсмени       | Кваліфікація | Кваліфікація | Кваліфікація | Кваліфікація        | Кваліфікація | Півфінал | Півфінал | Півфінал            | Півфінал | Фінал             | Фінал             | Фінал               | Фінал             |
| Змагання | Спортсмени       | Заїзд        | Спуск 1      | Спуск 2      | Найкращий результат | Місце        | Спуск 1  | Спуск 2  | Найкращий результат | Місце    | Спуск 1           | Спуск 2           | Найкращий результат | Місце             |
| -------- | ---------------- | ------------ | ------------ | ------------ | ------------------- | ------------ | -------- | -------- | ------------------- | -------- | ----------------- | ----------------- | ------------------- | ----------------- |
| Чоловіки | Себастьян Тутан  | 1            | 74,25        | 87,25        | 87,25               | 3            | —        | —        | —                   | —        | 54,50             | 58,50             | 58,55               | 9                 |
| Чоловіки | Шарль Рейд       | 1            | 54,50        | 75,50        | 75,50               | 9            | 46,25    | 43,50    | 46,25               | 14       | не кваліфікувався | не кваліфікувався | не кваліфікувався   | не кваліфікувався |
| Чоловіки | Максенс Перрот   | 2            | 91,75        | 97,50        | 97,50               | 1            | —        | —        | —                   | —        | 47,00             | 87,25             | 87,25               | 5                 |
| Чоловіки | Марк Мак-Морріс  | 2            | 29,50        | 89,25        | 89,25               | 7            | 55,50    | 89,25    | 89,25               | 3        | 33,75             | 88,75             | 88,75               | 3                 |
| Жінки    | Спенсер О'Браєн  | 1            | 82,75        | 65,00        | 82,75               | 3            |          |          |                     |          |                   |                   |                     |                   |
| Жінки    | Дженна Бласман   | 2            | 60,25        | 51,50        | 60,25               | 6            |          |          |                     |          |                   |                   |                     |                   |
| Жінки    | Джессіка Дженсон | 2            | 34,00        | 58,50        | 58,50               | 7            |          |          |                     |          |                   |                   |                     |                   |
| Жінки    | Тай Волкер       | 2            | 1,00         | DNS          | 1,00                | 11           |          |          |                     |          |                   |                   |                     |                   |

## Фігурне катання
| Змагання                  | Спортсмени                        | Коротка програма | Коротка програма | Довільна програма | Довільна програма | Підсумок | Підсумок |
| Змагання                  | Спортсмени                        | Бали             | Місце            | Бали              | Місце             | Бали     | Місце    |
| ------------------------- | --------------------------------- | ---------------- | ---------------- | ----------------- | ----------------- | -------- | -------- |
| Чоловіче одиночне катання | Патрік Чен                        | 97.52            | 2                | 178.10            | 2                 | 275.62   | 2        |
| Чоловіче одиночне катання | Кевін Рейнольдс                   | 68.76            | 17               | 153.47            | 10                | 222.23   | 15       |
| Чоловіче одиночне катання | Ліам Фірус                        | 55.04            | 28               | не кваліфікувався | не кваліфікувався | 55.04    | 28       |
| Жіноче одиночне катання   |                                   |                  |                  |                   |                   |          |          |
| Спортивні пари            | Кірстен Мур-Таверс/Ділан Московіч | 70.92            | 6                | 131.18            | 5                 | 202.10   | 5        |
| Спортивні пари            | Меган Дюамель/Ерік Редфорд        | 72.21            | 5                | 127.32            | 7                 | 199.53   | 7        |
| Спортивні пари            | Пеггі Лоуренс/Руді Свігерс        | 58.97            | 13               | 103.01            | 14                | 161.98   | 14       |
| Танці на льоду            |                                   |                  |                  |                   |                   |          |          |

Командні змагання
| Змагання         | Спортсмени | Коротка програма | Коротка програма | Коротка програма | Коротка програма | Коротка програма | Коротка програма | Коротка програма | Коротка програма | Результат | Результат | Довільна програма | Довільна програма | Довільна програма | Довільна програма | Довільна програма | Довільна програма | Довільна програма | Довільна програма | Результат | Результат |
| Змагання         | Спортсмени | Ч                | Бали             | Ж                | Бали             | П                | Бали             | Т                | Бали             | Сума      | Місце     | Ч                 | Бали              | Ж                 | Бали              | П                 | Бали              | Т                 | Бали              | Сума      | Місце     |
| ---------------- | --- | ---------------- | ---------------- | ---------------- | ---------------- | ---------------- | ---------------- | ---------------- | ---------------- | --------- | --------- | ----------------- | ----------------- | ----------------- | ----------------- | ----------------- | ----------------- | ----------------- | ----------------- | --------- | --------- |
| Командне катання | Патрік Чен Меган Дюамель/Ерік Редфорд Тесса Верчу/Скотт Моїр Кейтлін Осмонд Кірстен Мур-Таверс/Ділан Московіч Кевін Рейнольдс | 89.71            | 8                | 62.54            | 6                | 73.10            | 9                | 72.98            | 9                | 32        | 2 Q       | 167.92            | 9                 | 110.73            | 9                 | 129.74            | 9                 | 107.56            | 9                 | 65        | 2         |

## Фристайл
Могул
| Змагання | Спортсмени           | Кваліфікація | Кваліфікація | Кваліфікація | Кваліфікація | Кваліфікація | Кваліфікація | Кваліфікація | Кваліфікація | Фінал   | Фінал   | Фінал   | Фінал   | Фінал   | Фінал   | Фінал   | Фінал   | Фінал              | Фінал              | Фінал              | Фінал              |
| Змагання | Спортсмени           | Заїзд 1      | Заїзд 1      | Заїзд 1      | Заїзд 1      | Заїзд 2      | Заїзд 2      | Заїзд 2      | Заїзд 2      | Заїзд 1 | Заїзд 1 | Заїзд 1 | Заїзд 1 | Заїзд 2 | Заїзд 2 | Заїзд 2 | Заїзд 2 | Заїзд 3            | Заїзд 3            | Заїзд 3            | Заїзд 3            |
| Змагання | Спортсмени           | Час          | Бали         | Загалом      | Місце        | Час          | Бали         | Загалом      | Місце        | Час     | Бали    | Загалом | Місце   | Час     | Бали    | Загалом | Місце   | Час                | Бали               | Загалом            | Місце              |
| -------- | -------------------- | ------------ | ------------ | ------------ | ------------ | ------------ | ------------ | ------------ | ------------ | ------- | ------- | ------- | ------- | ------- | ------- | ------- | ------- | ------------------ | ------------------ | ------------------ | ------------------ |
| Жінки    | Жустін Дюфур-Лапуант | 32.02        | 17.04        | 22.28        | 3            | —            | —            | —            | —            | 31.18   | 16.22   | 21.54   | 4       | 31.96   | 16.38   | 21.64   | 3       | 31.56              | 17.02              | 22.44              | 1                  |
| Жінки    | Хлоя Дюфур-Лапуант   | 30.80        | 16.92        | 22.64        | 2            | —            | —            | —            | —            | 31.90   | 16.36   | 21.65   | 3       | 31.97   | 16.44   | 21.70   | 2       | 31.71              | 16.30              | 21.66              | 2                  |
| Жінки    | Одрі Робішо          | 33.55        | 15.98        | 20.61        | 9            | —            | —            | —            | —            | 33.22   | 15.64   | 20.41   | 10      | 33.50   | 15.70   | 20.35   | 10      | не кваліфікувалася | не кваліфікувалася | не кваліфікувалася | не кваліфікувалася |
| Жінки    | Максім Дюфур-Лапуант | 31.22        | 15.32        | 20.88        | 8            | —            | —            | —            | —            | 31.90   | 15.04   | 20.33   | 11      | 31.25   | 13.10   | 18.64   | 12      | не кваліфікувалася | не кваліфікувалася | не кваліфікувалася | не кваліфікувалася |